# Frey (tidskrift)
För andra betydelser, se Frey.

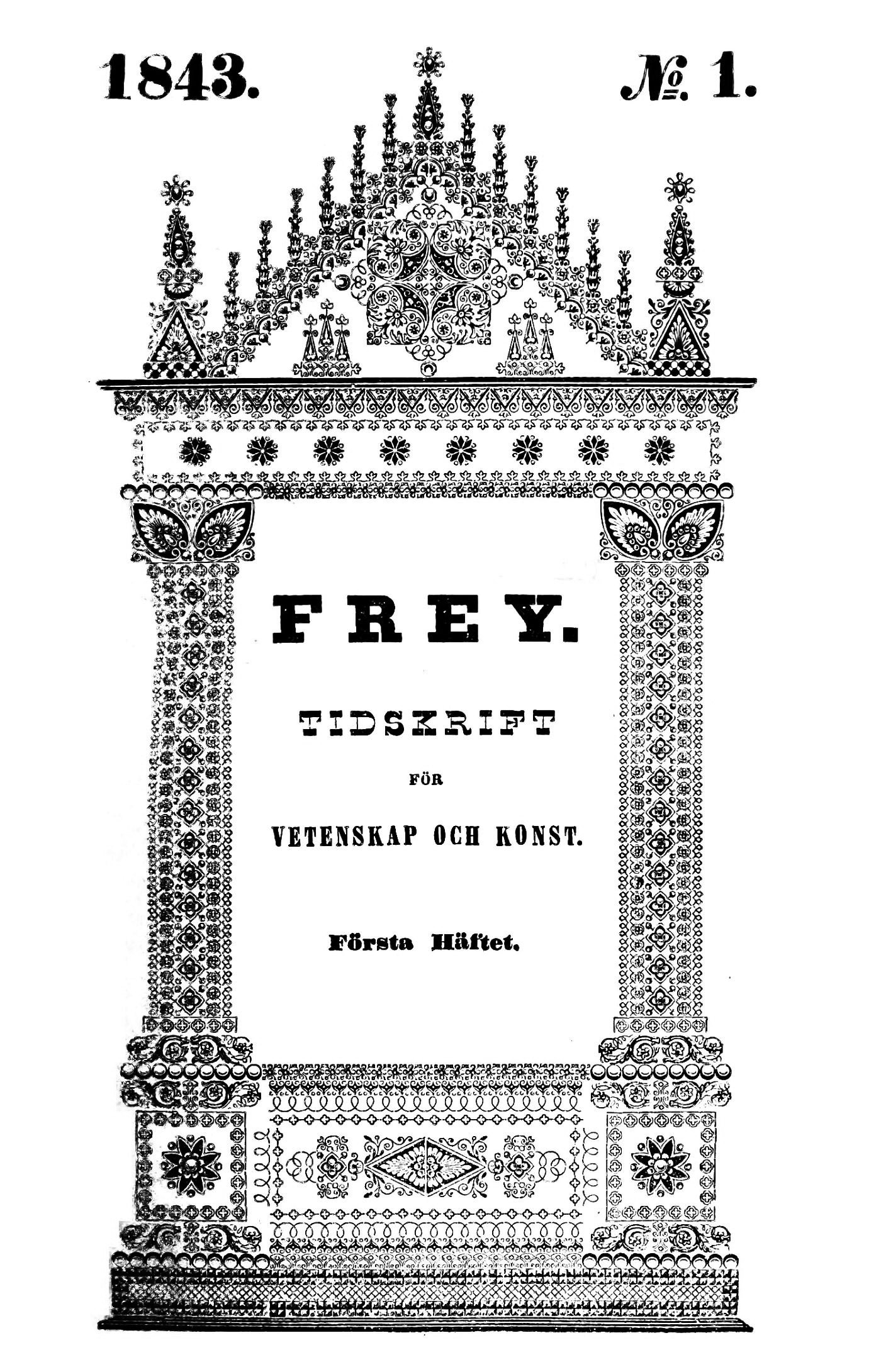
Häftesomslag från 1843.

Frey var en tidskrift för vetenskap och konst, som utkom i Uppsala under åren 1841–1850.
Tidskriften utgavs av Per Erik Svedbom. Redaktörer var framstående Uppsalaakademiker,  nämligen Fredrik Georg Afzelius 1841, Carl Edvard Zedritz 1842–1843 och 1847–1848 samt Carl Fredrik Bergstedt 1844–1846 och 1849–1850. Bland medarbetarna, som också mestadels var från Uppsala, märktes Carl Wilhelm Böttiger, Fredrik Ferdinand Carlson, Bernhard Elis Malmström, Wilhelm Erik Svedelius, Carl Johan Tornberg och Jonas Wahlström.
Bladet kom främst att ägnas åt populärvetenskap på hög nivå och var därmed inte direkt opinionsbildande.